# Ligasystem
Das Ligasystem (oft auch Ligapyramide) dient im nationalen Sport der Einteilung von Mannschaften in unterschiedlich starke Spielklassen (Ligen).

## Austragungsmodus
Für jede Liga gibt es einen für die Austragung verantwortlichen Verband. In höheren Spielklassen ist das in der Regel der jeweilige Nationalverband, im Falle des Männerfußballs in Deutschland ist dies in der 3. Liga der DFB und für die 2. Bundesliga und Bundesliga die DFL. In den mittleren Spielklassenebenen sind es die Regional- und Landesverbände, in den unteren Ebenen die Kreisverbände. Innerhalb einer Spielklassenebene richtet sich die Zuordnung einer Mannschaft zu einer Liga also nach dem Kreis-, Landes- bzw. Regionalverband, dem die Mannschaft angehört.
Ligasysteme bieten einer großen Anzahl von Mannschaften möglichst gleiche Wettkampfbedingungen über eine gesamte Spielzeit (Saison). Allgemein gilt: Je höher die Spielklasse, desto großflächiger die Region, in der gespielt wird. Um Reisekosten niedrig zu halten, werden besonders oft untere Ligen in mehrere Staffeln oder Gruppen aufgeteilt. In diesem Fall spricht man von einer mehrgleisigen Liga. Die Begriffe Staffel und Gruppe werden hierbei häufig synonym verwendet. So wurde zum Beispiel die DDR-Liga in die Staffeln A und B aufgeteilt, während die 2. Bundesliga nach ihrer Gründung in der Saison 1974/75 zunächst in die Gruppen Nord und Süd aufgeteilt wurde. Am Saisonende wird der Tabellenerste einer Liga in der Regel Meister. Üblicherweise steigen die Erstplatzierten in die nächsthöhere Ligaebene auf und die Letztplatzierten in die nächstniedrigere Ligaebene ab. Die Höhe der Ligaebene kann als Richtwert dafür angesehen werden, wo die sportliche Leistungsfähigkeit einer Mannschaft einzuordnen ist.
Der in den meisten Sportarten übliche Austragungsmodus ist Jeder gegen Jeden (englisch Round Robin). Dabei treten mindestens drei Mannschaften in einer Gruppe gegeneinander an. Zum Ausgleich von Heimvorteil wird dieses System überwiegend in einer Hin- und Rückrunde ausgetragen (englisch Double Round Robin). Pro Wettkampf werden Punkte vergeben, die über das Spieljahr addiert werden. Daraus ergibt sich schon während der laufenden Saison innerhalb einer Liga eine Rangfolge, die mittels Tabelle veranschaulicht wird. Bei nationalen Meisterschaften erstreckt sich eine Spielrunde größtenteils über ein ganzes Jahr. Bei einer geringeren Anzahl von Mannschaften pro Liga wird die Saison oft in einer Doppelrunde gespielt, das bedeutet, dass jeder gegen jeden zwei Heim- und zwei Auswärtspartien austrägt. So ist das beispielsweise beim Eishockey der Fall.
Teilweise wird innerhalb einer laufenden Saison zur Bestimmung des Gesamtsiegers, der Auf- und Abstiegsplätze eine Kombination aus Ligasystem und K.-o.-System gespielt: Die Meisterschaft wird nach einer Hin- und einer Rückrunde in sogenannte Play-offs geteilt: ein Meister-Play-off mit den Mannschaften der oberen Tabellenhälfte und ein Abstiegs-Play-off den verbliebenen Mannschaften aus der Liga-Phase.
Weitere Modi sind der Pokalmodus mit dem K.-o.-System und der Best-of-Modus. Oder es gelten Mannschaften von vornherein als „gesetzt“.

## Abgrenzung zu Pokalwettbewerben oder Qualifikationsturnieren
Der nationale Ligaspielbetrieb erfolgt in der Regle kontinuierlich. Manche Pokalwettbewerbe oder Qualifikationsturniere hingegen (z. B. für die Fußball-Weltmeisterschaft) werden ereignisbezogen ausgetragen. Andere wiederum finden durchaus ebenfalls jährlich statt, wie z. B. nationale Pokalwettbewerbe wie der DFB-Pokal oder internationale Pokalwettbewerbe auf Vereinsebene wie die UEFA Europa League. Bei Pokalwettbewerben und Qualifikationsturnieren treffen in der Regel Teilnehmer mit sehr unterschiedlichem Leistungsvermögen aufeinander.
Der in vielen Sportarten als Champions League (Meisterliga) bezeichnete höchste kontinentale Wettbewerb für Klubmannschaften ist in der Regel trotz des Namens eigentlich ein Pokalwettbewerb. Die Qualifikation erfolgt über die nationale Meisterschaft, nicht über Auf- und Abstieg. Allerdings werden eine oder mehrere Runden im Gruppenmodus ausgespielt, statt im K.-o.-System.

## Internationale Ligen
In einigen Sportarten gibt es auch für Nationalmannschaften Ligen mit Auf- und Abstieg. So wird bei den Eishockey-Weltmeisterschaften neben dem eigentlichen WM-Turnier in drei Divisionen gespielt, wobei die jeweils beiden besten jeder Division sich für die nächsthöhere Division im nächsten Jahr qualifizieren. Ein ähnliches System besteht im Daviscup, wobei zwischen der Weltgruppe, der höchsten Liga, und den Siegern der kontinentalen Gruppen eine Relegation gespielt wird.

## Profiligen außerhalb eines Ligasystems
Auf nationaler Ebene werden Meisterschaften in Mannschaftssportarten meistens im Ligasystem ausgetragen. Die größte Ausnahme dazu bilden die USA und Kanada, wo geschlossene Profiligen ohne Auf- und Absteiger üblich sind (Beispiele: National Basketball Association oder National Football League). Auch andere Profiligen außerhalb Nordamerikas existieren außerhalb eines Ligasystems, z. B. die Indian Premier League oder die Kontinentale Hockey-Liga. Ein Einstieg in diese Ligen ist nur über den Kauf einer Lizenz möglich.
In unterklassigen Ligen spielen im Normalfall Farmteams der Organisationen, die eine Mannschaft in der Profiliga stellen. Die Anzahl der Teams in den Profiligen wurden und werden stets vergrößert. Die Ligen sind meist in sogenannte Conferences und Divisions unterteilt. Die besten Mannschaften aus den Divisions spielen in einem Play-off im K.-o.-System um den Meistertitel.

## Rangfolge
Jedes Spiel oder jeder Wettkampf endet mit Sieg (zwei bzw. drei Punkte) oder Niederlage. In den meisten Ballsportarten sind auch Unentschieden möglich (ein Punkt). Dementsprechend werden pauschal Punkte vergeben, parallel werden die im Wettkampf erzielten Tore, Treffer usw. gezählt. Dies alles wird über ein Spieljahr addiert. Dadurch ergibt sich innerhalb einer Liga oder Staffel schon während der laufenden Saison eine Rangfolge, die mittels Tabelle veranschaulicht wird.
Beispiel Fußball: Bei Punktgleichheit zweier Mannschaften entscheidet je nach Festlegung: Tordifferenz, Anzahl der erzielten Tore aus allen Gruppenspielen, die direkten Begegnungen der punktgleichen Mannschaften gegeneinander (Anzahl Punkte, Torverhältnis, erzielte Tore). Die Reihenfolge der einzelnen Kriterien variiert jedoch nach Verband und Wettbewerb.

## Deutschland

### Allgemein
Je nach Sportart oder Region besitzen die einzelnen Spielklassen unterschiedliche Bezeichnungen:
- Bundesliga (Spielbetrieb bundesweit)
- Regionalliga (Spielbetrieb nicht bundesweit, klassenhöchste regional aufgeteilte Liga)
- Oberliga (Spielbetrieb länderübergreifend, je Bundesland oder Regionalverband der Sportart)
- Verbandsliga/Landesliga/Landesklasse (Spielbetrieb je Bundesland oder überregional)
- Bezirksoberliga/Bezirksliga/Bezirksklasse (Spielbetrieb regional)
- Kreisliga (Spielbetrieb regional), teilweise hierarchisch in A-Klasse, B-Klasse usw. aufgeteilt

### Baseball
- 1. Baseball-Bundesliga
- 2. Baseball-Bundesliga
- Verbandsliga
- Landesliga
- Bezirksliga

Im Softball ergibt sich aufgrund der geringeren Anzahl an Vereinen folgende Struktur des Spielbetriebs:
- Softball-Bundesliga
- Verbandsliga
- Landesliga
- Bezirksliga

### Basketball
- Basketball-Bundesliga und Damen-Basketball-Bundesliga (Spielbetrieb bundesweit)
- ProA (Spielbetrieb bundesweit)
- ProB (geteilt in Nord und Süd)
- Regionalliga (vier Regionalligen)
- 2. Regionalliga

je nach Bundesland im Regelfall wie folgt gegliedert:
- Oberliga
- Landesliga
- Bezirksoberliga
- Bezirksliga
- Kreisliga

### Eishockey
Im deutschen Eishockey ist die Deutsche Eishockey Liga, kurz DEL, die höchste Spielklasse und ermittelt den deutschen Eishockeymeister. Zweithöchste Spielklasse ist die DEL2. Im Gegensatz zu den meisten anderen Sportarten ist die Oberliga die dritthöchste Spielklasse. Ab den Regionalligen, der vierten Spielklasse, werden die Ligen von den Landesverbänden organisiert. Je nach Region gibt es fünf bis sechs Spielklassen, wobei die Landes- oder Bezirksliga die unterste Spielklasse ist.

### Fußball
Im deutschen Fußball bestehen je nach ausrichtendem Landesverband bis zu 13 Spielklassenebenen. Die beiden höchsten Spielklassen sind zurzeit die seit 1963 bestehende Bundesliga, die den deutschen Meister ermittelt, und die seit 1974 bestehende 2. Bundesliga. Zu Beginn der Saison 2008/09 wurde die 3. Liga eingeführt. Am unteren Ende des Fußball-Ligasystems befinden sich die Kreisligen und Kreisklassen.

### Gleitschirm
Die deutsche Gleitschirmliga ist die oberste nationale Wettbewerbsplattform. Sie dient neben der Ermittlung des Deutschen Meisters der Heranführung von qualifizierten Nachwuchspiloten an den internationalen Leistungsstand.

### Handball
Im deutschen Handball gibt es für Frauen und Männer fünf Spielklassenebenen. Die drei Spielklassen auf Bundesebene sind die Bundesliga, die 2. Bundesliga und die in vier Staffeln spielende 3. Liga.

### Hockey
Das Ligasystem im deutschen Hockey besteht aus Bundesligen, Regionalligen, Oberligen und Verbandsligen, die je nach Landesverband unterschiedlich tief gestaffelt sind.

### Tischtennis
- Bundesliga Herren, Bundesliga Damen (Spielbetrieb bundesweit)
- je eine 2. Bundesliga (Spielbetrieb bundesweit)
- je zwei 3. Bundesligen (Gruppe Nord und Süd)
- je vier Regionalligen (Nord, West, Südwest und Süd)
- je acht Oberligen (Nord-Ost, Nord-West, NRW, Hessen, Südwest, Baden-Württemberg, Bayern, Mitte)
- Landesligen
- Verbandsligen
- Bezirksoberligen
- Bezirksligen
- Bezirksklassen
- Kreisoberligen
- Kreisligen
- Kreisklassen

### Tennis
- Bundesliga Herren, Bundesliga Damen (Spielbetrieb bundesweit) und Bundesliga Herren 30 (ab 2014: Nord und Süd)
- je eine 2. Bundesliga Herren, 2. Bundesliga Herren 30 (bis 2013) und 2. Bundesliga der Damen (ab 2012: Gruppe Nord und Süd)
- je vier Regionalligen (Süd-Ost, Süd-West, West und Nord-Ost, Spielbetrieb länderübergreifend, außer West (nur Nordrhein-Westfalen))
- Oberligen (Südwestliga Nord und Süd, Nordliga, Oberliga Niedersachsen-Bremen, Spielbetrieb meist auf ein Bundesland beschränkt)
- Verbandsliga (Spielbetrieb je Bundesland, höchste Spielklasse auf Landesniveau)
- Landesligen (Spielbetrieb je Bundesland, oft in Nord / Mitte / Süd Staffeln unterteilt)
- Bezirksoberliga (höchste Spielklasse in einem Bezirk, der meist über mehrere Landkreise reicht)
- Bezirksliga (Spielbetrieb mit mehreren Spielklassen in einem Bezirk)
- Bezirksklasse (Spielbetrieb mit mehreren Spielklassen, meist über mehrere Landkreise. Hat in vielen Landesverbänden die Kreisligen abgelöst)
- Kreisliga (Spielbetrieb meist in einem Landkreis, nur in wenigen Landesverbänden)
- Kreisklasse (Spielbetrieb im selben Landkreis)

### Volleyball
- Bundesliga (Männer, Frauen)
- 2. Bundesliga (Männer, Frauen Pro, Frauen)
- 3. Liga (Männer, Frauen)
- Regionalliga
- Oberliga
- Verbandsliga
- Landesliga
- Bezirksoberliga
- Bezirksliga
- Bezirksklasse
- Kreisliga
- Kreisklasse

Bis einschließlich der Regionalliga regelt der Deutsche Volleyball-Verband den Spielbetrieb. Unterhalb der Regionalliga kann es je nach Landesverband zu Abweichungen kommen. Beispielsweise ist in Bayern anstelle der Ober- bzw. Verbandsliga die Bayernliga zwischen Regional- und Landesliga angesiedelt, darunter folgt dann direkt die Bezirksliga (es gibt keine Bezirksoberliga).

## Österreich

### Fußball
- Bundesligen (Bundesliga und 2. Liga)
- Regionalliga (eingeteilt in West, Mitte und Ost)
- Landesliga (je eine Landesliga für jedes der neun Bundesländer, wobei Osttirol in die Zuständigkeit der Kärntner Liga fällt)

Nähere Informationen zur Ligapyramide in Österreich gibt es unter Fußball-Ligasystem in Österreich.

## Schweiz

### Allgemein
Im Normalfall sind die Bezeichnungen der verschiedenen Ligen in allen Sportarten gleich bezeichnet:
- Nationalliga A, Abk. NLA
- Nationalliga B, Abk. NLB
- 1. Liga (in vereinzelten Sportarten wird die dritthöchste Liga als Nationalliga C, Abk. NLC, bezeichnet, unter anderem im Tennis)
- 2. Liga
- 3. Liga
- 4. Liga (im Eishockey ist dies die unterste Liga)
- 5. Liga (nur in den wenigsten Sportarten)

### Fußball
- Super League
- Challenge League
- Promotion League
- 1. Liga
- 2. Liga interregional
- 2. Liga regional
- 3. Liga
- 4. Liga
- 5. Liga

Von jeder Liga kann in die nächsthöhere oder nächsttiefere auf- bzw. abgestiegen werden.
Die Super League sowie Challenge League führt die Swiss Football League durch, 1. Liga (mit Promotion League) und 2. Liga interregional (Amateurliga) sind als eigenständige Kammern in den Schweizerischen Fussballverband integriert. Die Meisterschaften in den vier untersten Ligen werden von den 13 Regionalverbänden des Fußballverbandes organisiert. Dies sind entweder reine Kantonalverbände (insgesamt acht, z. B.: Aargauischer Fussballverband, Waadtländer Fussballverband), die an vereinzelte Vereine nahe einer Kantonsgrenze Ausnahmen aussprechen können, oder überkantonale Verbände (insgesamt fünf, z. B.: Ostschweizer Fussballverband, Fussballverband Region Zürich, Innerschweizer Fussballverband).